# Værker af Johannes Brahms
Dette er en liste over Johannes Brahms værker.

## Værker

### Orkesterværker
- Pianokoncert nr. 1 i d-mol op. 15 (1859)
- Serenade nr. 1 D-dur op. 11 (1860)
- Serenade nr. 2 A-dur op. 16 (1860)
- Variationer over et tema af Haydn op. 56a (1874)
- 21 ungarske danse (for klaver, to- og firhændig, nr. 1, 3 og 10 1874 og 1876 transskriberet af Brahms for orkester)
- Symfoni nr. 1 i c-mol op. 68 (1876)
- Symfoni nr. 2 D-dur op. 73 (1877)
- Violinkoncert i D-dur op. 77 (1879)
- Akademisk festoverture i c-moll op. 80 (1880)
- Tragisk overture i d-mol op. 81 (1880)
- Pianokoncert nr. 2 i B-dur op. 83 (1882)
- Symfoni nr. 3 i F-dur op. 90 (1884)
- Symfoni nr. 4 i e-mol op. 98 (1885)
- Dobbeltkoncert for violin og cello i a-mol op. 102 (1888)

### Klaverværker

#### Tohændige
- Sonate nr. 1 i C-dur op. 1 (1853)
- Sonate nr. 2 i fis-mol op. 2 (1854)
- Scherzo i ess-moll op. 4 (1854)
- Sonate nr. 3 f-moll op. 5 (1854)
- Variationer over et tema af Schumann op. 9 (1854)
- Gavotte WoO posth. 3 (1854–55)
- 2 Gigues WoO posth. 4 (1855)
- 2 Sarabander WoO posth. 5 (1854–55)
- Fire ballader op. 10 (1856)
- Variationer over et eget tema op. 21/1 (1861)
- Variationer over en ungarsk Lied op. 21/2 (1861)
- Variationer og fuga over et tema af Händel op. 24 (1862)
- Variationer over et tema af Paganini op. 35 (1866)
- 16 valser op. 39 (1865)
- Ungarsk dans WoO 1 (1872 bearbejdelse af den firhændige original, se denne)
- Åtte klaverstykker op. 76 (1879)
- To rapsodier op. 79 (1880)
- Syv fantasier op. 116 (1892)
- Tre intremezzi op. 117 (1892)
- Seks klaverstykker op. 118 (1893)
- Fire klaverstykker op. 119 (1893)
- 51 Klaverøvelser (1893)

#### Firhændig
- Souvenir de la Russie, WoO
- Variationer over et tema af Schumann i es-dur, op. 23 (1863)
- 21 Ungarske danser (1869 og 1880)
- 16 Valser, op. 39
- 18 Liebeslieder (valse), op. 52 a
- 15 Neue Liebeslieder (valse), op. 65 a

### Kammermusik med klaver
- Klavertrio i A-dur (formodentlig omkring 1853, tilskrevet Brahms på usikkert grundlag)
- Klavertrio nr. 1 i H-dur op. 8 (1854, ny udgave 1891)
- Klaverkvartet nr. 1 i g-mol op. 25 (1863)
- Klaverkvartet nr. 2 i a-dur op. 26 (1863)
- Klaverkvintet i f-mol op. 34 (1865)
- Sonate for klaver og cello nr. 1 i e-mol op. 38 (1865)
- Trio for horn, violin og klaver i es-dur op. 40 (1865)
- Klaverkvartet nr. 3 i c-mol, op. 60 (1875)
- Sonate for violin og klaver nr. 1 i G-dur op. 78 (1880)
- Klavertrio nr. 2 i C-dur op. 87 (1880)
- Sonate for cello og klaver nr. 2 F-dur op. 99 (1886)
- Sonate for violin og klaver nr. 2 i a-dur op. 100 (1887)
- Klavertrio nr. 3 i c-mol op. 101 (1887)
- Sonate for violin og klaver nr. 3 d-mol op. 108 (1889)
- Klarinettrio i a-mol op. 114 (1891)
- 2 sonater for klarinet og klaver i f-mol, Es-dur op. 120 (1894)
- Scherzo i c-mol for violin og klaver WoO 2

### Kammermusik uden klaver
- Strygesekstet nr. 1 i B-dur op. 18 (1862)
- Strygesekstet nr. 2 i G-dur op. 36 (1866)
- Strygesekstet nr. 1 i F-dur op. 88 (1866)
- Strygesekstet nr. 1 i c-mol op. 51/1 (1873)
- Strygekvartet nr. 2 i a-mol op. 51/2 (1873)
- Strygekvartet nr. 3 i B-dur op. 67 (1876)
- Strygekvintet nr. 2 i G-dur op. 111 (1891)
- Klarinetkvintet i h-Mol op. 115 (1891)

### Orgelværker
- Fuge i as-mol WoO 8
- Præludium og fuge i a-mol WoO 9
- Præludium og fuge i g-mol WoO 10
- Koralforspil og fuge over «O Traurigkeit, o Herzeleid» WoO 7
- Elleve koralforspil op. posth. 122

### Korværker
- Missa Canonica op. posth. (1856-, fragment) senere omarbejdet til motet op. 74.1
- Ave Maria op. 12 (1860)
- Begräbnisgesang op. 13 for kor und blæsere (1860) Orgeludgave af K.M.Komma
- To motetter op. 29 (1857–1860): Schaffe in mir Gott ein rein Herz op. 29,2 (salme 51,12-14)
- Geistliches Lied op. 30
- Ein deutsches Requiem op. 45 (1866/67 og 68 (5. sats))
- Rinaldo op. 50 (1869)
- Schicksalslied op. 54 (1871)
- Triumphlied op. 55 (1871)
- To motetter op. 74 (1878): Warum ist das Licht gegeben dem Mühseligen op. 74,1 og O Heiland, reiß die Himmel auf
- Nänie op. 82 (1881). Tekst: Friedrich Schiller: Auch das Schöne muß sterben
- Fest- und Gedenksprüche a cappella op. 109 (1888)
- Tre motetter op. 110 (1889)
- Gesang der Parzen op. 89

### En- og flerstemte Lieder
- Sechs Gesänge für eine Tenor- oder Sopranstimme und Klavier op. 3. dedisert Bettina von Arnim.
Liebestreu, Liebe und Frühling I, Liebe und Frühling II, Lied (Weit über das Feld), In der Fremde, Lied (Lindes Rauschen in den Wipfeln)
- Sechs Gesänge für eine Tenor- oder Sopranstimme und Klavier op. 6. dedisert Luise og Minna Japha.
Spanisches Lied, Der Frühling, Nachwirkung, Juchhe!, Wie die Wolke nach der Sonne, Nachtigallen schwingen lustig
- Sechs Gesänge für eine Singstimme und Klavier op. 7. tilegnet Albert Dietrich.
Treue Liebe, Parole, Anklänge, Volkslied, Die Trauernde, Heimkehr
- Acht Lieder und Romanzen für eine Singstimme und Klavier op. 14
Vor dem Fenster, Vom verwundeten Knaben, Murrays Ermordung, Ein Sonett, Trennung, Gang zum Liebsten, Ständchen, Sehnsucht (Mein Schatz ist nicht da)
- Fünf Gedichte für eine Singstimme und Klavier op. 19
Der Kuß, Scheiden und Meiden, In der Ferne, Der Schmied, An eine Aeolsharfe
- Drei Duette für Sopran und Alt mit Klavier op. 20
- Vier Duette für Alt und Bariton mit Klavier op. 28
- Drei Quartette für vier Solostimmen (SATB) mit Klavier op. 31
- Neun Lieder und Gesänge für eine Singstimme und Klavier op. 32
Wie rafft ich mich auf in der Nacht, Nicht mehr zu dir zu gehen, Ich schleich umher, Der Strom, der neben mir verrauschte, Wehe, so willst du mich wieder, Du sprichst, daß ich mich täuschte, Bitteres zu sagen denkst du, So stehn wir, ich und meine Weide, Wie bist du, meine Königin
- Fünfzehn Romanzen, Magelone-Lieder für eine Singstimme und Klavier (Ludwig Tieck) op. 33. dedisert Julius Stockhausen.
Keinen hat es noch gereut, Traun! Bogen und Pfeil sind gut für den Feind, Sind es Schmerzen, sind es Freuden, Liebe kam aus fernen Landen, So willst du des Armen, Wie soll ich die Freuden, die Wonne denn tragen?, War es dir, dem diese Lippen bebten, Wir müssen und trennen, geliebtes Saitenspiel, Ruhe, Süßliebchen, im Schatten, Verzweiflung, Wie schnell verschwindet so im Licht als Glanz, Muß es eine Trennung geben, Sulima, Wie froh und frisch mein Sinn sich hebt, Treue Liebe dauert lange
- Vier Gesänge für eine Singstimme und Klavier op. 43
Von ewiger Liebe, Die Mainacht, Ich schell mein Horn, Das Lied vom Herrn von Falkenstein
- Vier Lieder für eine Singstimme und Klavier op. 46
Die Kränze, Magyarisch, Die Schale der Vergessenheit, An die Nachtigall
- Fünf Lieder für eine Singstimme und Klavier op. 47
Botschaft, Liebesglut, Sonntag, O liebliche Wangen, Die Liebende schreibt
- Sieben Lieder für eine Singstimme und Klavier op. 48
Der Gang zum Liebchen, Der Überläufer, Liebesklage des Mädchens, Gold überwiegt die Liebe, Trost in Tränen, Vergangen ist mir Glück und Heil, Herbstgefühl
- Fünf Lieder für eine Singstimme und Klavier op. 49
Am Sonntag Morgen, An ein Veilchen, Sehnsucht (Hinter jenen dichten Wäldern), Wiegenlied, Abenddämmerung
- Acht Lieder und Gesänge für eine Singstimme und Klavier op. 57
Von waldbekränzter Höhe, Wenn du nur zuweilen lächelst, Es träumte mir, ich sei dir teuer, Ach, wende diesen Blick, In meiner Nächte Sehnen, Strahlt zuweilen auch ein mildes Licht, Die Schnur, die Perl' an Perle, Unbewegte, laue Luft
- Acht Lieder und Gesänge für eine Singstimme und Klavier op. 58
Blinde Kuh, Während des Regens, Die Spröde, O komme, holde Sommernacht, Schwermut, In der Gasse, Vorüber, Serenade (Leise, um dich nicht zu wecken)
- Acht Lieder und Gesänge für eine Singstimme und Klavier op. 59
Dämmrung senkte sich von oben, Auf dem See (Blauer Himmel, blaue Wogen), Regenlied (Walle, Regen, walle nieder), Nachklang, Agnes, Eine gute, gute Nacht, Mein wundes Herz, Dein blaues Auge
- Vier Duette für Sopran und Alt mit Klavier op. 61
- Neun Lieder und Gesänge für eine Singstimme und Klavier op. 63
Frühlingstrost, Erinnerung, An ein Bild, An die Tauben, Junge Lieder I, Junge Lieder II, Heimweh I, Heimweh II, Heimweh III
- Quartette für vier Solostimmen mit Klavier op. 64
- Fünf Duette für Sopran und Alt mit Klavier op. 66
- Neun Gesänge für eine Singstimme und Klavier op. 69
Klage I, Klage II, Abschied, Des Liebsten Schwur, Tambourliedchen, Vom Strande, Über die See, Salome, Mädchenfluch
- Vier Gesänge für eine Singstimme und Klavier op. 70
Im Garten am Seegestade, Lerchengesang, Serenade (Liebliches Kind, kannst du mir sagen), Abendregen
- Fünf Gesänge für eine Singstimme und Klavier op. 71
Es liebt sich so lieblich im Lenze, An den Mond, Geheimnis, Willst du, daß ich geh?, Minnelied
- Fünf Gesänge für eine Singstimme und Klavier op. 72
Alte Liebe, Sommerfäden, O kühler Wald, Verzagen, Unüberwindlich
- Balladen und Romanzen für zwei Singstimmen mit Klavier op. 75 (1877/78)
- Fünf Romanzen und Lieder für eine oder zwei Singstimmen und Klavier op. 84
Sommerabend, Der Kranz, In den Beeren, Vergebliches Ständchen, Spannung
- Sechs Lieder für eine Singstimme und Klavier op. 85
Sommerabend, Mondenschein, Mädchenlied (Ach, und du mein kühles Wasser), Ade!, Frühlingslied, In Waldeinsamkeit
- Sechs Lieder für eine tiefere Singstimme und Klavier op. 86
Therese, Feldeinsamkeit, Nachtwandler, Über die Heide, Versunken, Todessehnen
- Zwei Gesänge für eine Altstimme mit Bratsche und Klavier op. 91
- Quartette für Sopran, Alt, Tenor und Bass mit Klavier op. 92
- Fünf Lieder für eine tiefe Singstimme und Klavier op. 94
Mit vierzig Jahren, Steig auf, geliebter Schatten, Mein Herz ist schwer, Sapphische Ode, Kein Haus, keine Heimat
- Sieben Lieder für eine Singstimme und Klavier op. 95
Das Mädchen (Am jüngsten Tag ich aufersteh), Bei dir sind meine Gedanken, Beim Abschied, Der Jäger, Vorschneller Schwur, Mädchenlied, Schön war, das ich dir weihte
- Vier Lieder für eine Singstimme und Klavier op. 96
Der Tod, das ist die kühle Nacht, wir wandelten, Es schauen die Blumen, Meerfahrt
- Sechs Lieder für eine Singstimme und Klavier op. 97
Nachtigall, Auf dem Schiffe, Entführung, Dort in den Weiden, Komm bald, Trennung
- Acht Zigeunerlieder für eine Singstimme mit Klavierbegleitung op. 103. Fra ungarsk av Hugo Conrat.
He, Zigeuner, greife in die Saiten, Hochgetürmte Rimaflut, Wißt ihr, wann mein Kindchen, Lieber Gott, du weißt, Brauner Bursche führt zum Tanze, Röslein dreie in der Reihe, Kommt dir manchmal in den Sinn, Rote Abendwolken ziehn
- Fünf Lieder für eine tiefere Singstimme und Klavier op. 105
Wie Melodien zieht es mir, Immer leiser wird mein Schlummer, Klage, Auf dem Kirchhofe, Verrat
- Fünf Lieder für eine Singstimme und Klavier op. 106
Ständchen (Der Mond steht über dem Berge), Auf dem See (An dies Schifflein schmiege, holder See), Es hing der Reif, Meine Lieder, Ein Wanderer
- Fünf Lieder für eine Singstimme und Klavier op. 107
An die Stolze, Salamander, Das Mädchen spricht, Maienkätzchen, Mädchenlied (Auf die Nacht in der Spinnstub'n
- Vier ernste Gesänge für eine Baßstimme und Klavier op.121. dedisert Max Klinger.
Denn es gehet dem Menschen wie dem Vieh (fra Forkynderen, Kap. 3), Ich wandte mich, und sahe an (fra Forkynderen, Kap. 4), O Tod, wie bitter bist du (fra Siraks Bog, Kap. 41), Wenn ich mit Menschen- und mit Engelszungen (fra Paulus' Første Brev til Korintherne, Kap. 13)
- Werke ohne Opuszahl
Mondnacht WoO 21, Regenlied (Regentropfen aus den Bäumen fallen) WoO posth. 23
- Volkskinderlieder für eine Singstimme und Klavier WoO 31. Dedisert Robert og Clara Schumanns barn.
Dornröschen, Die Nachtigall, Der Mann, Sandmännchen, Die Henne, Heidenröslein, Das Schlaraffenland, Beim Ritt auf dem Knie, Der Jäger in dem Walde, Wiegenlied, Das Mädchen und die Hasel, Weihnachten, Marienwürmchen, Dem Schutzengel
- Deutsche Volkslieder für eine Singstimme und Klavier WoO 33
Sagt mir, o schönste Schäf'rin mein, Erlaube mir, fein's Mädchen, Gar lieblich hat sich gesellet, Guten Abend, guten Abend, mein tausiger Schatz, Die Sonne scheint nicht mehr, Da unten im Tale, Gunhilde lebte gar stille und fromm, Ach, englische Schäferin, Es war eine schöne Jüdin, Es ritt ein Ritter, Jungfräulein, soll ich mit euch gehn, Feinsliebchen, du sollst mir nicht barfuß gehn, Wach auf, mein Hort, Maria ging aus wandern, Schwesterlein, Schwesterlein, Wach auf mein' Herzensschöne, Ach Gott, wie weh tut Scheiden, So wünsch ich ihr ein gute Nacht, Nur ein Gesicht auf Erden lebt, Schönster Schatz, mein Engel, Es ging ein Maidlein zarte, Wo gehst du hin, du Stolze?, Der Reiter spreitet seinen Mantel aus, Mir ist ein schön's braun's Maidelein,  Mein Mädel hat einen Rosenmund, Ach könnt' ich diesen Abend, Ich stand auf hohem Berge, Es reit' ein Herr und auch sein Knecht, Es war ein Markgraf über'm Rhein, All' mein' Gedanken, Dort in den Weiden steht ein Haus, So will ich frisch und fröhlich sein, Och Moder, ich well en Ding han, Wie komm ich denn zur Tür herein (We kumm ich dann de Pooz erenn), Soll sich der Mond nicht heller scheinen, Es wohnet ein Fiedler, Du mein einzig Licht, Des Abends kann ich nicht schlafen geh'n, Schöner Augen schöne Strahlen, Ich weiß mir'n Maidlein, Es steht ein' Lind', In stiller Nacht, zur ersten Wacht, Es stunden drei Rosen, Dem Himmel will ich klagen, Es saß ein schneeweiß Vögelein, Es war einmal ein Zimmergesell, Es ging sich unsre Fraue, Nachtigall, sag, was für Grüß, Verstohlen geht der Mond auf